# Eichstätt
Eichstätt er administrationsby i Landkreis Eichstätt i Regierungsbezirk Oberbayern i den tyske delstat Bayern.

## Geografi
Universitetsbyen Eichstätt ligger ved floden Altmühl. Katholische Universität Eichstätt-Ingolstadt har her sit hovedsæde; Eichstätt er den mindste universitetsby i Europa. Eichstätt er også hovedsæde for bispedømmet Eichstätt (de:Bistum Eichstätt) der blev grundlagt af Sankt Willibald i 741.
Byen ligger midt mellem de store bycentrer i Bayern: München, Nürnberg, Augsburg og Regensburg. Eichstätt er hovedbyen i en af de største tyske Naturparker, Naturpark Altmühltal.
Højeste punk er Stadtberg på 525 meters højde, og det laveste er i nærheden af banegården hvor der er omkring 410 moh.

### Inddeling
- Ud over hovedbyen består Eichstätt af de historiske forstæder:
  - Buchtalvorstadt, Ostenvorstadt, Spitalvorstadt/Frauenberg og Westenvorstadt.

- Derudover er følgende landsbyer og bebyggelser:
  - Buchenhüll, Landershofen, Marienstein-Rebdorf/Blumenberg med Kinderdorf og Kloster, ( Kloster Rebdorf og Kloster Marienstein), Wasserzell og Wintershof.

- I anden halvdel af det 20. århundrede opstod følgende bebyggelser:
  - Burgberg, Eichendorffstraße, Heidingsfelderweg, Landershofen-Siedlung, Seidlkreuz, Weinleite („Klein-Jerusalem“) og industriområdet Sollnau (bl.a. med lampepærefabrikken Osram).